# Leuben-Schleinitz
Leuben-Schleinitz – dzielnica miasta Nossen w Niemczech, w kraju związkowym Saksonia, w powiecie Miśnia. Do 31 grudnia 2013 jako gmina należała do wspólnoty administracyjnej Ketzerbachtal. Do 29 lutego 2012 należała do okręgu administracyjnego Drezno.